# Charilaos Pappas
Charilaos „Charis“ Pappas (griechisch Χάρης Παππάς, * 12. Mai 1983 in Kavala, Griechenland) ist ein griechischer Fußballspieler.

## Karriere
Pappas spielt meist im offensiven Mittelfeld, laut seinem damaligen 1860-Sportdirektor Miroslav Stević kann er dort auf verschiedenen Positionen eingesetzt werden.

### Verein
Pappas war in seiner Jugendzeit als Leichtathlet aktiv, besonders im 400-Meter-Lauf. Auf Anraten von Freunden entschloss er sich als 18-Jähriger, mit dem Fußballspielen auf professionellem Niveau zu beginnen, und spielte ab Sommer 2001 ein halbes Jahr lang beim Viertligisten Orfeas Eleftheroupolis. Anfang 2002 wechselte er zum Zweitligisten Panserraikos, wo er bis Ende des Jahres 20 Mal zum Einsatz kam und ein Tor erzielte. Im Januar 2003 ging er zum Ligakonkurrenten Apollon Kalamarias aus Thessaloniki. Im Sommer 2004 stieg Pappas mit Apollon Kalamarias in die Alpha Ethniki auf. Ein Jahr später unterschrieb er einen Fünfjahresvertrag bei Olympiakos Piräus, blieb aber auf Leihbasis eine weitere Saison in Thessaloniki. Insgesamt spielte Pappas 94 Mal für Apollon Kalamarias und schoss dabei 24 Tore. In der Saison 2006/07 spielte er schließlich für Olympiakos Piräus, er konnte in 17 Einsätzen drei Tore erzielen. In dieser Saison gewann Pappas mit seinem Verein die griechische Meisterschaft. Im Sommer 2007 wechselte er zu AEK Athen, wo er in der folgenden Saison achtmal zum Einsatz kam und zwei Treffer markieren konnte. In der Saison 2008/09 spielte er bei Skoda Xanthi, dort schoss er in 20 Spielen zwei Tore. Im Sommer 2009 verließ er Griechenland und unterschrieb einen Einjahresvertrag mit Option auf ein weiteres Jahr beim deutschen Zweitligisten 1860 München. Er kam in 23 Ligaspielen zum Einsatz und schoss dabei drei Tore. Einmal wurde er im DFB-Pokal eingesetzt. Am Ende der Spielzeit ließ der TSV 1860 die Option verstreichen, sodass Pappas den Verein nach einem Jahr wieder verließ und beim griechischen Zweitligisten Panetolikos GFS einen Vertrag erhielt. In den folgenden zwei Jahren wechselte er nacheinander zu den griechischen Zweitligisten Panserraikos, Olympiakos Volos und Niki Volou.
In der Saison 2013/14 stand Pappas beim ehemaligen Bundesliga-Verein KFC Uerdingen 05 unter Vertrag und spielte für in der Regionalliga West. Im Januar 2014 wurde sein Vertrag einvernehmlich aufgelöst und er kehrte wieder in seine Heimat zurück. Im Juli 2014 schloss er sich AO Kavala an.

### Nationalmannschaft
Pappas kam 13 Mal für die griechische U-21-Nationalmannschaft zum Einsatz, wobei er zwei Tore erzielen konnte.

## Erfolge

### Mannschaft
- 2007: Griechischer Meister mit Olympiakos Piräus

### Persönlich
- 2004: Bester Fußballspieler der Beta Ethniki